# Domenico Milanesio
Domenico Ignazio Milanesio, noto anche in spagnolo come Domingo Milanesio (Settimo Torinese, 3 agosto 1843 – Bernal, 19 novembre 1922), è stato un presbitero e missionario italiano della Società salesiana di San Giovanni Bosco.

## Biografia
Nacque a Settimo Torinese il 3 o 18 agosto 1843 da Simone Milanesio e Maria Vivaldi in una famiglia modesta e analfabeta. In giovane età lavorò come muratore, incontrando don Giovanni Bosco probabilmente in occasione dei lavori di costruzione del santuario di Maria Ausiliatrice a Torino. Nel 1866, a soli 23 anni, fu accolto tra i salesiani e destinato inizialmente all'insegnamento della musica, venendo poi inviato al collegio di Alassio per gli studi superiori. Alla vigilia di Natale del 1874 fu ordinato sacerdote dal vescovo di Albenga Pietro Anacleto Siboni e pochi mesi dopo divenne direttore dell'oratorio festivo di Valdocco.
Nel 1878 partì con la terza spedizione missionaria dei salesiani in Patagonia, guidata da Giacomo Costamagna, dopo esser stato ricevuto in udienza da papa Leone XIII, stabilendosi nel quartiere La Boca di Buenos Aires, abitato prevalentemente da migranti italiani sui quali si concentrò inizialmente l'attività missionaria. La sua opera apostolica fece sviluppare considerevolmente la parrocchia, attraendo tuttavia il disprezzo della comunità anarchica e della massoneria, tanto da venir aggredito e ferito gravemente con un pugno di ferro; fu inoltre accusato di aver appiccato un incendio ad una chiesa. Successivamente don Bosco, dietro richiesta di Milanesio, gli concesse di recarsi in Patagonia e nell'ottobre 1880 questi giunse a Carmen de Patagones e si stabilì insieme a Giuseppe Fagnano presso la parrocchia di Viedma.
Nel 1883 iniziò la sua missione tra gli indigeni della Patagonia e si ritrovò a mediare la resa del cacicco mapuche Manuel Namuncurá all'esercito argentino durante la conquista del deserto. Milanesio battezzò inoltre il figlio di Namuncurá, Zeffirino, divenuto poi un giovane missionario salesiano. In Patagonia nell'arco dei suoi 35 anni di attività missionaria percorse a cavallo circa 80000 chilometri, battezzando oltre 12000 indigeni e assistendo numerose famiglie di emigranti italiani in Argentina.
Tornò a Genova nel 1892 per aiutare il vicario apostolico Giovanni Cagliero ad allestire una mostra sul quarto centenario della scoperta dell'America. Tornò alla sua missione nel 1892 e nel 1899 fu impegnato ad assistere la popolazione locale colpita da una disastrosa inondazione. Ritornò in Italia nel 1902 per tenere una serie di conferenze sulla cultura oltre che sugli usi e costumi della Patagonia, curando inoltre nel 1904 un opuscolo sulla storia delle missioni salesiane in Patagonia.
Dopo la partenza del vicario Cagliero, creato cardinale nel 1915 da papa Benedetto XV, Milanesio si ritirò in convento a Bernal, dove morì il 19 novembre 1922.

## Opere
- Raccolta di vedute delle Missioni salesiane della Patagonia, 1904.
- (ES) Etimologia araucana, idiomas comparados de la Patagonia: lecturas y frasario araucano, 1915.